# Matvej Gedensjtrom
Matvej Matvejevitsj Gedensjtrom (Russisch: Матвей Матвеевич Геденштром) (± 1780 - Tomsk, 20 september 1845) was een Russische poolonderzoeker.
Van 1808 tot 1810 leidde hij samen met Jakov Sannikov een expeditie naar de Nieuw-Siberische Eilanden, om deze in kaart te brengen. Gedurende deze expeditie ontstonden twee wetenschappelijke theorieën, die inmiddels achterhaald zijn. Zowel Sannikov als Gedensjtrom meldde bij terugkeer een onontdekt land ten noorden van Siberië te hebben ontdekt. Dit zogenoemde Sannikovland, waarvan het bestaan bevestigd werd door twee latere expedities onder leiding van Eduard Toll, bleek bij latere tochten niet te bestaan.
Gedensjtrom stelde daarnaast de aanwezigheid van polinia's (grote ijsvrije wakken op de grens van het pakijs en het ijs verbonden met het vasteland) vast en stelde op basis daarvan dat het mogelijk zou zijn om de noordpool via een ijsvrije zone te bereiken. Hiermee vormde hij een van de grondleggers van de theorie van de ijsvrije Noordelijke IJszee met betrekking tot de Noordoostelijke Doorvaart, daar Gedensjtrom vermoedde dat de toegang tot deze ijsvrije zone zich ergens tussen de Canadese Arctische Eilanden zou kunnen bevinden.
Bij latere expedities bracht Gedensjtrom het gebied tussen de mondingen van de Jana en de Kolyma in kaart. Ook maakte hij vele reizen door Jakoetië en door de Transbaikal.